# Rzeszów
Rzeszów ('ʐεʂuvⓘ is een stad in het zuidoosten van Polen met 198.476 inwoners (2021) en is de hoofdstad van woiwodschap Subkarpaten. De stad ligt aan de rivier Wisłok en kreeg stadsrechten in 1354.
De stad is een rooms-katholieke bisschopszetel en heeft een universiteit en een technische hogeschool.

## Verkeer en vervoer
- Station Rzeszów Zachodni
- Station Rzeszów Załęże
- Station Rzeszów Staroniwa
- Station Rzeszów Zwięczyca

## Partnersteden
- Bielefeld (Duitsland) sinds 1991
- Buffalo (Verenigde Staten) sinds 1975
- Ivano-Frankivsk (Oekraïne) sinds 2000
- Klagenfurt (Oostenrijk) sinds 1975
- Košice (Slowakije) sinds 1991
- Lamia (Griekenland) sinds 2005
- Lviv (Oekraïne) sinds 1992
- Loetsk (Oekraïne) sinds 2001
- Nyíregyháza (Hongarije) sinds 1996

## Geboren in Rzeszów
- Fred Zinnemann (1907-1997), Oostenrijks-Amerikaanse regisseur
- Jerzy Grotowski (1933-1999), toneelregisseur
- Tomasz Stańko (1942), jazztrompettist en -componist
- Justyna Steczkowska (1972), zangeres
- Anja Rubik (1983), model

Stadsdistricten:
Rzeszów · Tarnobrzeg · Przemyśl · Krosno

Districten:
Bieszczady · Brzozów · Dębica · Jarosław · Jasło · Kolbuszowa · Krosno · Łańcut · Lesko · Leżajsk · Lubaczów ·  Mielec · Nisko · Przemyśl · Przeworsk · Ropczyce-Sędziszów · Rzeszów · Sanok · Stalowa Wola · Strzyżów · Tarnobrzeg

Grootste steden:
Dębica · Jarosław · Jasło · Krosno · Mielec · Przemyśl · Rzeszów · Sanok · Stalowa Wola · Tarnobrzeg